# Jason Douglas
Jason Douglas (n. Arkansas, 14 de febrero de 1973) es un actor estadounidense, conocido por interpretar Tobin en la serie de AMC The Walking Dead, y por ser la voz de Bills en la serie de anime Dragon Ball Super y Krieg en el videojuego Borderlands 2.
Douglas ha destacado por sus apariciones en películas como Sin City, Parkland, Two Step y No Country for Old Men, así como por apariciones recurrentes e invitadas en programas de televisión como The Leftovers, Breaking Bad, Nashville y The Night Shift.
Además del papel de Bills en la franquicia de Dragon Ball, su carrera prolífica actuación de voz incluye papeles en My Hero Academia, RWBY, Shingeki no Kyojin, One Piece, Fairy Tail, Psycho-Pass y Parasyte.

## Filmografía

### Películas
- A Scanner Darkly – Nuevo gerente de camino
- Machete – patrullero #1
- No Country for Old Men – Taxista en el hotel
- Planet Terror – Lewis
- Premonition – Doctor en urgencias
- Secondhand Lions – ayudante
- Sin City – Stan
- The Bracelet of Bordeaux – Scummy Clerk
- The Librarian: Curse of the Judas Chalice – Ivan
- Two Step – Duane[8]

#### Televisión
- Breaking Bad – Detective Munn
- Chase – Norwood Hayes (Ep. "Chase")
- Friday Night Lights – Buck (Ep. "I Think We Should Have Sex")
- Into the West – Tom Cooper
- Nashville – Dashell Brinks
- Preacher – Satan
- Prison Break – Patrullero (Ep. "Scan")
- Revolution – Garrett[9]
- Star-Crossed – Nox
- The Good Guys – Lucas O'Neill (Ep. "$3.52")
- The Leftovers – Jed (Ep. "The Book of Kevin")
- The Lost Room – Anthony
- The Night Shift – Mr. Harrison (Ep. "Eyes Look Your Last")
- The Walking Dead – Tobin
- Thief – Agente Charles

### Voces en series y dibujos

#### Anime
- A.D. Police: To Protect and Serve – Oficial Hans Klief
- Air Gear – Magaki, Yoshitsune
- Attack on Titan – Miche Zacharius
- Attack on Titan: Junior High – Miche Zacharius
- Azumanga Daioh – Chiyo's Father
- BECK: Mongolian Chop Squad – Rikya
- Black Butler II – Claude Faustus
- Blade of the Phantom Master – Munsu
- Bubblegum Crisis Tokyo 2040 – Leon McNichol
- Cardcaptor Sakura: Clear Card – Fujitaka Kinomoto
- Casshern Sins – Dune
- Cat Planet Cuties – Matrey
- Chrome Shelled Regios – Fellmouse
- Chrono Crusade – Father Ewan Remington
- Cromartie High School – Takeshi Hokuto
- D.Gray-man – Yang (Ep. 51)
- Danganronpa: The Animation – Daiya Owada
- Darker than Black: Gemini of the Meteor – Goro Kobayashi
- Deadman Wonderland – Azuma Genkaku
- Devil Survivor 2: The Animation – Ronaldo Kuriki
- Dirty Pair Affair of Nolandia – Gooley[10]
- Dirty Pair Flash – Touma
- Divergence Eve – Jean Luc LeBlanc
- Dragon Ball Super – Bills
- Dragon Ball Z Kai – King Cold, Kaiosama del sur.
- Elfen Lied – Bandoh
- Excel Saga – Il Palazzo
- Fairy Tail – Gildarts Clive
- Full Metal Panic: The Second Raid – Vincent Bruno
- Fullmetal Alchemist: Brotherhood – Major Miles
- Future Diary – Takao Hiyama (3rd)
- Gantz – Tetsuo
- Gasaraki – Kiyotsugu Gowa
- Generator Gawl –  Kanae
- Ghost in the Shell: Arise – Paz
- Gravion – Klein Sandman[11]
- Guyver: The Bioboosted Armor – Oswald Lisker/Guyver II
- Hero Tales – Chinjo (Ep. 4)
- Hetalia World Series – Germania
- Initial D – Seiji Iwaki (Funimation dub)
- Innocent Venus – Buichi Nakahira
- Jinki: Extend – Ryouhei Ogawara
- Kaleido Star – Chikara Naegino
- Kenichi: The Mightiest Disciple – Isshinsai Ogata (Sage Fist)
- Kiba – Garl
- Kimagure Orange Road: Summer's Beginning – Kyosuke Kasuga
- Kurau: Phantom Memory – Doug
- Le Chevalier D'Eon – Duke of Orleans
- Level E – Kraft
- Maburaho – Haruaki Akai
- Magical Shopping Arcade Abenobashi – Ms. Aki
- Mezzo DSA – Tomohisa Harada
- Moon Phase – Yayoi Mido
- My Hero Academia – Fourth Kind
- Mythical Detective Loki Ragnarok – Frey
- Okami-san and her Seven Companions – Takashi Tonda (Eps. 8, 11)
- One Piece – Aokiji
- Orphen – Childman
- Panty & Stocking with Garterbelt – Brief's Father (Ep. 12b)
- Papuwa – Liquid
- Parasyte – Gotou
- Peacemaker Kurogane – Sanosuke Harada
- Prétear – Kaoru Awayuki
- Psycho-Pass – Tomomi Masaoka
- Rahxephon – Masaru Gomi
- Red Data Girl – Shingo Nonomura
- Rideback – Romanov Karenbach
- Rosario + Vampire – Kuyo
- Rune Soldier – Louie
- Saint Seiya – Cygnus Hyoga
- Saiyuki
- Shadow Skill - Ragu
- Shakugan no Shana – Sydonay (seasons 2–3)
- Shangri-La – Reon Imaki
- Sorcerer Hunters – Marron Glace
- Soul Eater – Joe Buttataki
- Space Dandy – Idea (Ep. 11)
- Street Fighter II V – Ken (ADV dub)
- Super GALS! – Tatsuki Kuroi
- The Legend of the Legendary Heroes – Lieral Lieutolu
- Tokyo Majin – Raito Umon
- Toriko – Match
- Trinity Blood – William Walter Wordsworth
- Utawarerumono – Kurou
- Wandaba Style – Michael Hanagata
- Xenosaga: The Animation – Ziggy
- Yugo the Negotiator – Yugo Beppu

#### Animación
- RWBY – Jacques Schnee

#### Películas Animadas
- Appleseed – Edward Uranus III (doblaje de Sentai)
- Dragon Ball Super: Broly – Beerus
- Dragon Ball Z: la batalla de los dioses – Bills
- Dragon Ball Z: Fukkatsu no F – Bills
- Fullmetal Alchemist: Conquistador de Shamballa – Rudolf Hess
- Mass Effect: Paragon Lost – Archuk
- One Piece Film: Z – Aokiji
- Short Peace – Hombre
- Tales of Vesperia: The First Strike – Alexei
- Vexille – Saito

#### Video Juegos
- Aliens: Colonial Marines – Cruz
- Borderlands 2 – Psycho, Krieg
- Deus Ex: Invisible War – Sid Black
- Dragon Ball Z: Battle of Z – Bills
- Dragon Ball Xenoverse – Bills
- Duke Nukem Forever – Genéricas voces de Hombres
- Prominence – ren Keterek
- Smite – Ares, Dark Whisperer Ah Muzen Cab
- Unlimited Saga – Nuage/Dagle Bos